# 鲜于辅
鮮于輔（？—223年後），漁陽人，東漢末年人物，原劉虞屬下，劉虞身亡後為劉虞報仇打敗公孫瓚，打败公孫瓚後被田豫說服，投降曹操終成曹魏將領，官至輔國將軍。

## 生平

### 於劉虞屬下時
原劉虞從事，公元193年，劉虞被公孫瓚殺害，輔與齊周，鮮于銀等集結領州中的軍隊，一同為劉虞報仇。當時因燕國人閻柔因平素威信較高，被輔推舉為烏桓司馬。閻柔召漢，胡人，有數万之多，與公孫瓚委任的漁陽太守鄒丹於潞縣開戰，後來勝利斬殺鄒丹。烏桓峭王也率領烏桓和鮮卑人有七千騎兵與鮮于輔迎接虞子劉和，與袁紹屬下麴義會合，總共十萬人馬，聯合打敗公孫瓚於鮑丘，斬殺二萬人。於是，代，廣陽，上谷與右北平四郡紛紛起兵斬殺公孫瓚所委任官員，又與鮮于輔，劉和軍隊會師。因此公孫瓚屢戰屢敗，退回易京固守。 

### 於曹操屬下後
後來公孫瓚滅亡，鮮于輔為屬下官民所推重，代行為太守一事，與田豫關係好，任田豫為府長史。當時群雄並起，輔也未知要依靠何人，於是豫覺得曹操將來安定天下，不想輔受禍，於是輔投靠曹操與朝廷  ，操任命其為建中將軍，督幽州六郡軍務。
後來官渡大戰爆發，輔到前線拜見曹操，被任命為左度遼將軍，封昌鄉亭侯，遣還撫本州。操挫敗紹之後，高興對輔說道:“之前紹拿公孫瓚的頭來，孤看見自己也很快被其消滅，如今孤打敗袁紹，既然是天意，也是輔功勞。” 
205年，曹操破南平，鮮于輔率幽州軍隊正式投降，後來三郡烏桓出兵攻打輔，八月才被曹操拯救，一同擊退烏桓。

### 後期
時法令有制裁說不能酗酒，但徐邈常常私下喝的酩酊大醉，校事趙達詢問政事，但邈稱其為“中聖人”。此話傳入曹操耳，於是操大怒。鮮于輔勸操：“平常喝醉酒的人稱清酒為聖人，濁酒為賢人。邈這樣謹慎，這只是一場胡言亂語。”最終沒判刑，輔遷為建中將軍。213年，與群臣說服曹操為王。曹魏建立後，為虎牙將軍，進封為縣侯，位特進。 
曹丕黄初年间，被曹丕派去說服蜀汉投降不成。
不久升為輔國將軍，軻比能因兼並其他勢力多次受到田豫干預，因此懷反叛之心，並寫給鲜于輔說：“我與素利為仇人，往年攻打他，但田豫卻幫助素利。步度根處處搶掠。又殺我弟，反誣賴我為盜。我胡人雖不知禮義，但願接受天子印綬，牛馬知水草為美，何況我還有人心，將軍應替我向天子敘述情況。”鲜于輔得到書信後，曹丕派田豫招納安慰。 
此後再也沒記載鮮于輔事蹟。

## 評價
- 曹操:「如前歲本初送公孫瓚頭來，孤自視忽然耳，而今克之，此既天意，亦二三子之力。」